# Frank St. Marseille
Joseph Francis Léo „Frank“ St. Marseille (* 14. Dezember 1939 in Levack, Ontario) ist ein ehemaliger kanadischer Eishockeyspieler, der im Verlauf seiner aktiven Karriere zwischen 1961 und 1978 unter anderem 795 Spiele für die St. Louis Blues und Los Angeles Kings in der National Hockey League auf der Position des rechten Flügelstürmers bestritten hat. St. Marseille gehört dem Volk der Anishinabe an.

## Karriere
St. Marseille wurde nicht gedraftet, da er für die großen Ligen als zu langsam betrachtet wurde. So spielte er zu Beginn seiner Karriere bei den Chatham Maroons. Während einer Baisse wurde er 1962 in die erste Mannschaft beordert, die damals in der Ontario Hockey Association spielten, er etablierte sich auf Anhieb und erzielte 39 Scorerpunkte. Zur Saison 1962/63 wechselten die Maroons in die International Hockey League, St. Marseille ging mit dem Team mit. Er erzielte respektable 64 Punkte in 70 Spielen. Die Chatham Maroons verließen die IHL auf die nächste Saison, sodass sich St. Marseille einen neuen Verein suchen musste. Er wurde daraufhin zu den Port Huron Flags, die ebenfalls in der IHL spielten, transferiert. Es folgten drei eindrückliche Spielzeiten mit Port Huron. In nur 210 Spielen und scorte er 305 Punkte und gewann zudem 1966 den Turner Cup.

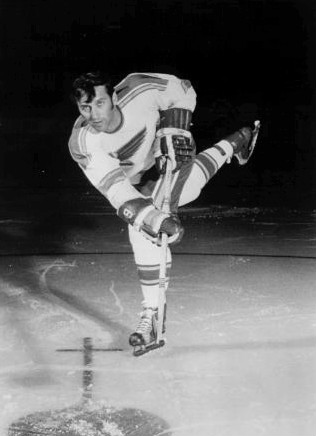
St. Marseille im Trikot der St. Louis Blues

1967 wurde er ins IHL Second All-Star Team gewählt. Daraufhin unterschrieb er einen Vertrag bei den im Zuge der NHL-Expansion von 1967 neu in die National Hockey League aufgenommenen St. Louis Blues. Diese Expansion eröffnete einer ganzen Generation von jungen, eifrigen Spielern neue Möglichkeiten, die sie beim ursprünglichen Erhalt der Original Six wohl nie erhalten hätten. St. Marseille begann seine erste Vertragssaison bei den Kansas City Blues, einem Farmteam der St. Louis Blues, in der Central Professional Hockey League. Nach nur elf Spielen wurde er zusammen mit seinen Linienpartnern Gary Sabourin und Terry Crisp von Scotty Bowman, dem damaligen Chefcoach der St. Louis Blues, zurück in die NHL berufen. Bowman soll damals ihm Bezug auf das Trio gemeint haben, dass sie „besser als unsere dritte Linie“ seien. Als defensiv ausgerichteter Stürmer bekannt, spielte St. Marseille oft in der dritten Linie, auch Checking Line genannt, sodass er oft gegen die Paradelinie des Gegners spielen musste. Dessen zum Trotz kam er auf durchschnittlich 16 Tore pro Spielzeit. In sechs Jahren mit St. Louis erreichte er drei Mal das Stanley-Cup-Finale, das einmal gegen die Canadiens de Montréal und zweimal gegen die Boston Bruins verloren ging. 1970 brachte er es ins All-Star-Team der West Division, wo er zusammen mit Legenden wie Bobby Clarke oder Teamkollege Jacques Plante spielte. Von 1970 bis 1972 hatte St. Marseille das Amt des Mannschaftskapitän inne. Er spielte für die Boxplay- und Powerplayformation der Blues, hatte eine Plus/Minus-Bilanz von +37, verteilt auf sechs Saisons und ist bis heute der sechstbeste Torschütze in der Geschichte der Blues. In 62 Playoff-Partien erzielte St. Marseille 19 Tore und 24 Vorlagen.
Zur Mitte der Saison 1972/73 wurde er von den St. Louis Blues zu den Los Angeles Kings transferiert. Im Gegenzug bekamen die Blues Paul Curtis. Bei den Kings verbrachte er die letzten viereinhalb Saisons seiner NHL-Karriere. Er behielt weiterhin seine Funktion als Defensivstürmer und Boxplay-Spezialist, spielte aber von nun an nicht mehr in der Powerplay-Formation. Er erzielt 54 Tore im Dress der Los Angeles Kings und erreichte in jeder Saison mit der Mannschaft die Playoffs. Sein bestes Jahr hatte er in der Saison 1974/75, als er auf ein Punktetotal von 53 Punkten kam. In 19 NHL-Saisons kam St. Marseille auf ein Punktetotal von 425 Punkten, das sich aus 140 Toren und 285 Vorlagen zusammensetzt.
Bereits zum Ende seiner Karriere bei den Fort Worth Texans und den Nova Scotia Voyageurs hatte St. Marseille als spielender Assistenztrainer fungiert. Nach seinem Karriereende wurde er zur Saison 1978/79 für eine Spielzeit Cheftrainer der Voyageurs, gefolgt von einem Jahr als Assistenztrainer bei seinem Ex-Team, den Los Angeles Kings, in der Spielzeit 1979/80.
1988 wurden Frank St. Marseille und Ron Duguay die Ehre zuteil, als erste Spieler in eine neugegründete Hall of Fame in Valley East aufgenommen zu werden. Zudem wurde zur Würdigung seiner Karriere ein Juniorenturnier in der Nickel District Minor Hockey League nach St. Marseille benannt.

## Erfolge und Auszeichnungen
- 1967 IHL Second All-Star Team
- 1970 Teilnahme am NHL All-Star Game

## Karrierestatistik
(Legende zur Spielerstatistik: Sp oder GP = absolvierte Spiele; T oder G = erzielte Tore; V oder A = erzielte Assists; Pkt oder Pts = erzielte Scorerpunkte; SM oder PIM = erhaltene Strafminuten; +/− = Plus/Minus-Bilanz; PP = erzielte Überzahltore; SH = erzielte Unterzahltore; GW = erzielte Siegtore; 1 Play-downs/Relegation; Kursiv: Statistik nicht vollständig)